# IC 758
IC 758 ist eine lichtschwache Balken-Spiralgalaxie vom Hubble-Typ SBc im Sternbild Großer Bär am Nordsternhimmel. Sie ist schätzungsweise 62 Millionen Lichtjahre von der Milchstraße entfernt und hat einen Durchmesser von etwa 35.000 Lichtjahren. Gemeinsam mit NGC 4041, NGC 4036, UGC 7009 und UGC 7019 bildet sie die LGG 266-Galaxiengruppe.
Die Typ-IIP-Supernova SN 1999bg wurde hier beobachtet.
Das Objekt wurde am 17. April 1888 von dem US-amerikanischen Astronomen Lewis Swift entdeckt.